# Пучежский район
Пу́чежский райо́н — административно-территориальная единица (район) и муниципальное образование (муниципальный район) на востоке Ивановской области России.
Административный центр — город Пучеж.

## География
Пучежский район находится в восточной части Ивановской области на берегу Горьковского водохранилища. Площадь района составляет 784,6 км².
С востока Пучежский район омывается водами Горьковского водохранилища и граничит с Сокольским районом Нижегородской области, с севера граничит с Юрьевецким районом, с запада — с Лухским и Верхнеландеховским, с юго-запада — с Пестяковским районами Ивановской области, а на юге граница проходит с Чкаловским районом Нижегородской области. Площадь района — 880 км².

## История
Пучежский район образован 14 января 1929 года в составе Кинешемского округа Ивановской Промышленной области из Боярской, Порздневской, Пучежской волостей и ряда селений Сокольской волости. В район вошли сельсоветы: Андреевский, Боженковский, Боярский, Бурмакинский, Быковский, Воронцовский, Гарский, Георгиевский, Горбунихский, Дмитриевский, Дынинский, Дьяконовский, Жуковский, Заболотновский, Затеихский, Илья-Высоковский, Кандауровский, Климушинский, Кондратовский, Красногорский, Ловыгинский, Лужниковский, Макарьевский, Макаровский, Марищенский, Мортковский, Мурзинский, Ново-Воскресенский, Осоковский, Петуховский, Поплевинский, Порздневский, Приваловский, Ребровский, Русиновский, Сельский, Старковский, Таратыщевский, Фатеевский, Филинский, Шмелеватовский, Шепелинский, Шкулевский, Яблоновский, Якунькинский, Якушовский. 4 января 1930 года Макарьевский сельсовет переименован в Афонинский. 5 октября 1933 года упразднён Якунькинский сельсовет. В январе 1935 года к вновь образованному Лухскому району отошли сельсоветы: Быковский, Жуковский, Макаровский, Ново-Воскресенский, Осоковский, Порздневский, Русиновский, Филинский, Якушовский; к Сокольскому району — Андреевский, Боярский, Гарский, Георгиевский, Мурзинский, Поплевинский, Ребровский, Сельский, Фатеевский. В начале 1954 года упразднены Красногорский, Афонинский, Ловыгинский, Таратыщевский, Приваловский, Дмитриевский сельсоветы; объединены сельсоветы Горбуновский и Шепелинский — в Зарайский, Боженковский и Шкулевский — в Белынский, Дынинский и Петуховский — в Петровский, Воронцовский и Яблоновский — в Летневский, Дьяконовский и Кондратовский — в Сеготский, Климушинский и Хмелеватовский — в Дубновский. 18 июля 1956 года Белынский, Бурмакинский и Заболотновский сельсоветы переданы в Сокольский район.
1 февраля 1963 года район был преобразован в Пучежский сельский район, в него вошли кроме Пучежского, часть сельсоветов Юрьевецкого, Лухского и Пестяковского районов. В марте 1964 года во вновь образованный Пестяковский район отошли сельсоветы: Барановский, Верхне-Ландеховский, Засекинский, Кромский и Симаковский. 13 января 1965 года Пучежский сельский район преобразован в район. 3 ноября 1965 года в состав вновь образованного Лухского района переданы Быковский, Порздневский и Макаровский сельсоветы.
На 1 января 2001 года в состав района входили город Пучеж и 11 сельсоветов: Дубновский, Зарайский, Затеихинский, Илья-Высоковский, Кандауровский, Летневский, Лужинковский, Марищинский, Мортковский, Петровский, Сеготский.
В 2005 году в рамках организации местного самоуправления был образован муниципальный район.

## Главы района
- 2005—2018 — Николай Ершов
- 18 декабря 2018—16 августа 2024 — Игорь Шипков
- 17 августа 2024—4 октября 2024 — Сергей Бабанов (и.о.)[6]
- 5 октября 2024—11 декабря 2024 — Сергей Жубаркин (и.о.)[7]
- 12 октября 2024—н. в. — Сергей Жубаркин[8]

## Население
| 1939    | 1959    | 1970    | 1979    | 1989    | 2002    | 2009    | 2010    | 2011    |
| ------- | ------- | ------- | ------- | ------- | ------- | ------- | ------- | ------- |
| 43 620  | ↘30 937 | ↘27 352 | ↘24 379 | ↘22 260 | ↘17 490 | ↘15 545 | ↘13 863 | ↘13 796 |
| 2012    | 2013    | 2014    | 2015    | 2016    | 2017    | 2018    | 2019    | 2020    |
| ↘13 237 | ↘12 822 | ↘12 427 | ↘12 067 | ↘11 694 | ↘11 339 | ↘10 951 | ↘10 480 | ↘10 164 |
| 2021    |         |         |         |         |         |         |         |         |
| ↗11 066 |         |         |         |         |         |         |         |         |

### Урбанизация
Городское население (город Пучеж) составляет 62,16 % населения района.

### Национальный состав
По итогам переписи населения 2020 года проживали следующие национальности (национальности менее 0,1 % и другое, см. в сноске к строке «Другие»):
| Национальность | Численность, чел. | Доля     |
| -------------- | ----------------- | -------- |
| Русские        | 10 742            | 97,07 %  |
| Украинцы       | 34                | 0,31 %   |
| Армяне         | 29                | 0,26 %   |
| Татары         | 17                | 0,15 %   |
| Другие         | 244               | 2,21 %   |
| Итого          | 11 066            | 100,00 % |

## Муниципально-территориальное устройство
В муниципальный район входят 5 муниципальных образований, в том числе 1 городское и 4 сельских поселения.
| № | Муниципальное образование           | Административный центр | Количество населённых пунктов | Население (чел.) | Площадь (км²) |
| - | ----------------------------------- | ---------------------- | ----------------------------- | ---------------- | ------------- |
| 1 | Пучежское городское поселение       | город Пучеж            | 1                             | ↗6879            | 6,41          |
| 2 | Затеихинское сельское поселение     | деревня Затеиха        | 38                            | ↗749             | 138,42        |
| 3 | Илья-Высоковское сельское поселение | село Илья-Высоково     | 63                            | ↗1736            | 198,53        |
| 4 | Мортковское сельское поселение      | село Мортки            | 51                            | ↘532             | 175,85        |
| 5 | Сеготское сельское поселение        | село Сеготь            | 82                            | ↗1170            | 265,39        |

## Населённые пункты
В Пучежском районе 235 населённых пунктов, в том числе 1 городской (город) и 234 сельских.
| №   | Населённый пункт     | Тип     | Население | Муниципальное образование           |
| --- | -------------------- | ------- | --------- | ----------------------------------- |
| 1   | Адюшкино             | деревня | 0         | Сеготское сельское поселение        |
| 2   | Александрово         | деревня | 0         | Затеихинское сельское поселение     |
| 3   | Александрово         | деревня | 8         | Илья-Высоковское сельское поселение |
| 4   | Анисимиха            | деревня | 3         | Сеготское сельское поселение        |
| 5   | Арефинская           | деревня | 1         | Сеготское сельское поселение        |
| 6   | Бакланиха            | деревня | 0         | Сеготское сельское поселение        |
| 7   | Балмышево            | деревня | 6         | Мортковское сельское поселение      |
| 8   | Бараново             | деревня | 0         | Затеихинское сельское поселение     |
| 9   | Баскино              | деревня | 16        | Мортковское сельское поселение      |
| 10  | Бедрино              | деревня | 3         | Мортковское сельское поселение      |
| 11  | Безводново           | деревня | 2         | Илья-Высоковское сельское поселение |
| 12  | Безделово            | деревня | 0         | Затеихинское сельское поселение     |
| 13  | Безделово            | деревня | 3         | Сеготское сельское поселение        |
| 14  | Беляево              | деревня | 0         | Сеготское сельское поселение        |
| 15  | Блинново             | деревня | 15        | Сеготское сельское поселение        |
| 16  | Бобры                | деревня | 0         | Сеготское сельское поселение        |
| 17  | Болсово              | деревня | 0         | Мортковское сельское поселение      |
| 18  | Борисенки            | деревня | 38        | Илья-Высоковское сельское поселение |
| 19  | Борисово             | деревня | 1         | Затеихинское сельское поселение     |
| 20  | Букино               | деревня | 7         | Илья-Высоковское сельское поселение |
| 21  | Быково               | деревня | 0         | Затеихинское сельское поселение     |
| 22  | Вандышиха            | деревня | 2         | Сеготское сельское поселение        |
| 23  | Васильково           | деревня | 9         | Сеготское сельское поселение        |
| 24  | Вахрино              | деревня | 0         | Илья-Высоковское сельское поселение |
| 25  | Вахрушиха            | деревня | 2         | Сеготское сельское поселение        |
| 26  | Вербиха              | деревня | 14        | Илья-Высоковское сельское поселение |
| 27  | Верещагино           | деревня | 36        | Затеихинское сельское поселение     |
| 28  | Верещагино-Подлесное | деревня | 0         | Затеихинское сельское поселение     |
| 29  | Взглядово            | деревня | 3         | Илья-Высоковское сельское поселение |
| 30  | Войново              | деревня | 26        | Илья-Высоковское сельское поселение |
| 31  | Волкопялово          | деревня | 0         | Мортковское сельское поселение      |
| 32  | Вонявино             | деревня | 0         | Сеготское сельское поселение        |
| 33  | Воронцово            | село    | ↘8        | Сеготское сельское поселение        |
| 34  | Вшивково             | деревня | 2         | Сеготское сельское поселение        |
| 35  | Галашино             | деревня | 8         | Мортковское сельское поселение      |
| 36  | Ганино               | деревня | 2         | Сеготское сельское поселение        |
| 37  | Гари                 | деревня | 27        | Затеихинское сельское поселение     |
| 38  | Голыгино             | деревня | 0         | Затеихинское сельское поселение     |
| 39  | Горбуниха            | деревня | 0         | Затеихинское сельское поселение     |
| 40  | Горево               | деревня | 0         | Затеихинское сельское поселение     |
| 41  | Горелки              | деревня | ↘0        | Мортковское сельское поселение      |
| 42  | Горлиха              | деревня | 1         | Сеготское сельское поселение        |
| 43  | Гранино              | деревня | 15        | Сеготское сельское поселение        |
| 44  | Гребениха            | деревня | 0         | Сеготское сельское поселение        |
| 45  | Гремячево Верхнее    | деревня | 9         | Илья-Высоковское сельское поселение |
| 46  | Громылиха            | деревня | 1         | Мортковское сельское поселение      |
| 47  | Губинская            | деревня | 162       | Илья-Высоковское сельское поселение |
| 48  | Гусаринки            | деревня | 12        | Илья-Высоковское сельское поселение |
| 49  | Даньшино             | деревня | 1         | Илья-Высоковское сельское поселение |
| 50  | Двойничиха           | деревня | 10        | Мортковское сельское поселение      |
| 51  | Девкина Гора         | деревня | 1         | Илья-Высоковское сельское поселение |
| 52  | Девкино              | деревня | 0         | Затеихинское сельское поселение     |
| 53  | Дедуслово            | деревня | 6         | Сеготское сельское поселение        |
| 54  | Демиха               | деревня | 1         | Сеготское сельское поселение        |
| 55  | Дербино              | деревня | 2         | Мортковское сельское поселение      |
| 56  | Дмитриево Большое    | деревня | 205       | Мортковское сельское поселение      |
| 57  | Долгово              | деревня | 0         | Сеготское сельское поселение        |
| 58  | Дроздиха             | деревня | 154       | Сеготское сельское поселение        |
| 59  | Дубново              | деревня | ↘299      | Илья-Высоковское сельское поселение |
| 60  | Дудино               | деревня | 4         | Затеихинское сельское поселение     |
| 61  | Душино               | деревня | 2         | Сеготское сельское поселение        |
| 62  | Дынино               | деревня | 11        | Сеготское сельское поселение        |
| 63  | Дятлиха              | деревня | 0         | Илья-Высоковское сельское поселение |
| 64  | Елино                | деревня | 0         | Мортковское сельское поселение      |
| 65  | Жабрево              | деревня | 1         | Сеготское сельское поселение        |
| 66  | Жуково               | деревня | 1         | Мортковское сельское поселение      |
| 67  | Жуковская            | деревня | 0         | Мортковское сельское поселение      |
| 68  | Заимка               | деревня | 0         | Илья-Высоковское сельское поселение |
| 69  | Зарайское            | село    | ↘230      | Затеихинское сельское поселение     |
| 70  | Заскочиха            | деревня | 0         | Мортковское сельское поселение      |
| 71  | Затеиха              | деревня | ↘485      | Затеихинское сельское поселение     |
| 72  | Иваниха              | деревня | 8         | Сеготское сельское поселение        |
| 73  | Ильинское            | деревня | 3         | Илья-Высоковское сельское поселение |
| 74  | Илья-Высоково        | село    | ↘674      | Илья-Высоковское сельское поселение |
| 75  | Инаиха               | деревня | 1         | Илья-Высоковское сельское поселение |
| 76  | Камешки Большие      | деревня | 18        | Сеготское сельское поселение        |
| 77  | Кандаурово           | село    | ↘209      | Мортковское сельское поселение      |
| 78  | Карпиха              | деревня | 0         | Затеихинское сельское поселение     |
| 79  | Кашино               | деревня | 0         | Мортковское сельское поселение      |
| 80  | Климушино Большое    | деревня | 188       | Илья-Высоковское сельское поселение |
| 81  | Кобылино             | деревня | 0         | Мортковское сельское поселение      |
| 82  | Комарово             | деревня | 5         | Сеготское сельское поселение        |
| 83  | Кондратово           | деревня | 3         | Сеготское сельское поселение        |
| 84  | Копосиха             | деревня | 3         | Мортковское сельское поселение      |
| 85  | Копосиха             | деревня | 3         | Сеготское сельское поселение        |
| 86  | Кораблево            | деревня | 178       | Илья-Высоковское сельское поселение |
| 87  | Короваево            | деревня | 8         | Илья-Высоковское сельское поселение |
| 88  | Косолапиха           | деревня | 22        | Илья-Высоковское сельское поселение |
| 89  | Косяково             | деревня | 9         | Мортковское сельское поселение      |
| 90  | Кошелево             | деревня | 4         | Сеготское сельское поселение        |
| 91  | Красная Гора         | деревня | 0         | Сеготское сельское поселение        |
| 92  | Крестьяновская       | деревня | 14        | Сеготское сельское поселение        |
| 93  | Круглово             | деревня | 0         | Мортковское сельское поселение      |
| 94  | Круглово             | деревня | 3         | Сеготское сельское поселение        |
| 95  | Крупино              | деревня | 15        | Илья-Высоковское сельское поселение |
| 96  | Крутцы               | деревня | 1         | Затеихинское сельское поселение     |
| 97  | Крутцы               | деревня | 9         | Сеготское сельское поселение        |
| 98  | Кузьминская          | деревня | 0         | Затеихинское сельское поселение     |
| 99  | Кулижново            | деревня | 2         | Сеготское сельское поселение        |
| 100 | Курдумово            | деревня | 4         | Сеготское сельское поселение        |
| 101 | Лежебоково           | деревня | 17        | Затеихинское сельское поселение     |
| 102 | Леонидово            | деревня | 1         | Сеготское сельское поселение        |
| 103 | Летнево              | деревня | 299       | Сеготское сельское поселение        |
| 104 | Лисино               | деревня | 0         | Затеихинское сельское поселение     |
| 105 | Лисиха               | деревня | 9         | Илья-Высоковское сельское поселение |
| 106 | Листье               | село    | ↘17       | Сеготское сельское поселение        |
| 107 | Лихуниха             | деревня | 18        | Илья-Высоковское сельское поселение |
| 108 | Лодыгино             | деревня | 0         | Мортковское сельское поселение      |
| 109 | Луговое              | деревня | 0         | Илья-Высоковское сельское поселение |
| 110 | Луговое Большое      | деревня | 11        | Сеготское сельское поселение        |
| 111 | Лужинки              | село    | ↘82       | Илья-Высоковское сельское поселение |
| 112 | Лукино               | деревня | 0         | Сеготское сельское поселение        |
| 113 | Лукинская            | деревня | 16        | Мортковское сельское поселение      |
| 114 | Луконино             | деревня | 17        | Сеготское сельское поселение        |
| 115 | Льгово               | деревня | 16        | Илья-Высоковское сельское поселение |
| 116 | Лямтюгино            | деревня | 1         | Сеготское сельское поселение        |
| 117 | Манино               | деревня | 0         | Сеготское сельское поселение        |
| 118 | Марищи               | деревня | 134       | Сеготское сельское поселение        |
| 119 | Марковская           | деревня | 0         | Илья-Высоковское сельское поселение |
| 120 | Марковская           | деревня | 3         | Мортковское сельское поселение      |
| 121 | Маслово              | деревня | 0         | Мортковское сельское поселение      |
| 122 | Матасиха             | деревня | 0         | Затеихинское сельское поселение     |
| 123 | Медведки             | деревня | 1         | Затеихинское сельское поселение     |
| 124 | Медведково           | деревня | 0         | Сеготское сельское поселение        |
| 125 | Медвежье             | деревня | 0         | Мортковское сельское поселение      |
| 126 | Мельничное           | деревня | 51        | Илья-Высоковское сельское поселение |
| 127 | Мехово               | деревня | 12        | Мортковское сельское поселение      |
| 128 | Михеиха              | деревня | 0         | Илья-Высоковское сельское поселение |
| 129 | Мортки               | село    | ↘103      | Мортковское сельское поселение      |
| 130 | Мостовиха            | деревня | 1         | Мортковское сельское поселение      |
| 131 | Мостовка             | деревня | 17        | Илья-Высоковское сельское поселение |
| 132 | Мохниха              | деревня | 0         | Затеихинское сельское поселение     |
| 133 | Мякотиха             | деревня | 2         | Сеготское сельское поселение        |
| 134 | Нагаево              | деревня | 4         | Мортковское сельское поселение      |
| 135 | Насониха             | деревня | 1         | Сеготское сельское поселение        |
| 136 | Небучино             | деревня | 4         | Илья-Высоковское сельское поселение |
| 137 | Нестерово            | деревня | 0         | Сеготское сельское поселение        |
| 138 | Неупокоиха           | деревня | 4         | Затеихинское сельское поселение     |
| 139 | Нечайково            | деревня | 0         | Сеготское сельское поселение        |
| 140 | Овсяничиха           | деревня | 3         | Сеготское сельское поселение        |
| 141 | Оржанники            | деревня | 4         | Мортковское сельское поселение      |
| 142 | Осиха                | деревня | 14        | Сеготское сельское поселение        |
| 143 | Осташково            | деревня | 0         | Мортковское сельское поселение      |
| 144 | Павелково            | деревня | 11        | Мортковское сельское поселение      |
| 145 | Палашино             | деревня | 13        | Сеготское сельское поселение        |
| 146 | Паличное             | деревня | 0         | Илья-Высоковское сельское поселение |
| 147 | Панкратиха           | деревня | 2         | Сеготское сельское поселение        |
| 148 | Панюшиха             | деревня | 1         | Сеготское сельское поселение        |
| 149 | Паучиха              | деревня | 20        | Илья-Высоковское сельское поселение |
| 150 | Пахомовская          | деревня | 4         | Сеготское сельское поселение        |
| 151 | Пеньки               | деревня | 0         | Сеготское сельское поселение        |
| 152 | Первуниха            | деревня | 26        | Илья-Высоковское сельское поселение |
| 153 | Петрово              | село    | ↘102      | Сеготское сельское поселение        |
| 154 | Плешаково            | деревня | 13        | Мортковское сельское поселение      |
| 155 | Плешково             | деревня | 4         | Затеихинское сельское поселение     |
| 156 | Плосково             | деревня | 3         | Сеготское сельское поселение        |
| 157 | Плоцково             | деревня | 3         | Илья-Высоковское сельское поселение |
| 158 | Плужниково           | деревня | 17        | Илья-Высоковское сельское поселение |
| 159 | Повалихино           | деревня | 5         | Илья-Высоковское сельское поселение |
| 160 | Погорелка            | деревня | 6         | Илья-Высоковское сельское поселение |
| 161 | Подвигаи             | деревня | 2         | Сеготское сельское поселение        |
| 162 | Подсосенье           | деревня | 2         | Затеихинское сельское поселение     |
| 163 | Полозиха             | деревня | 10        | Затеихинское сельское поселение     |
| 164 | Попереково           | деревня | 13        | Илья-Высоковское сельское поселение |
| 165 | Поповка              | деревня | 0         | Илья-Высоковское сельское поселение |
| 166 | Поселихино           | деревня | 1         | Затеихинское сельское поселение     |
| 167 | Привалово            | деревня | 109       | Мортковское сельское поселение      |
| 168 | Протасиха Большая    | деревня | 12        | Илья-Высоковское сельское поселение |
| 169 | Протасиха Малая      | деревня | 3         | Илья-Высоковское сельское поселение |
| 170 | Пустынь              | деревня | 3         | Затеихинское сельское поселение     |
| 171 | Пустынь              | деревня | 11        | Илья-Высоковское сельское поселение |
| 172 | Пучеж                | город   | ↗6879     | Пучежское городское поселение       |
| 173 | Пятница-Высоково     | деревня | ↘14       | Сеготское сельское поселение        |
| 174 | Пятуниха             | деревня | 3         | Сеготское сельское поселение        |
| 175 | Раздирашки           | деревня | 1         | Затеихинское сельское поселение     |
| 176 | Рассадино            | деревня | ↘12       | Затеихинское сельское поселение     |
| 177 | Репино Малое         | деревня | 6         | Илья-Высоковское сельское поселение |
| 178 | Рябово               | деревня | 1         | Сеготское сельское поселение        |
| 179 | Савинская            | деревня | 6         | Сеготское сельское поселение        |
| 180 | Савиха               | деревня | 12        | Затеихинское сельское поселение     |
| 181 | Салагузиха           | деревня | 0         | Мортковское сельское поселение      |
| 182 | Сапожки              | деревня | 3         | Мортковское сельское поселение      |
| 183 | Севрюгино            | деревня | 3         | Сеготское сельское поселение        |
| 184 | Сеготь               | село    | ↘464      | Сеготское сельское поселение        |
| 185 | Село Большое         | деревня | 2         | Илья-Высоковское сельское поселение |
| 186 | Селькино             | деревня | 0         | Мортковское сельское поселение      |
| 187 | Серковская           | деревня | 1         | Мортковское сельское поселение      |
| 188 | Сивково              | деревня | 10        | Илья-Высоковское сельское поселение |
| 189 | Слиньково            | деревня | 5         | Сеготское сельское поселение        |
| 190 | Смагино              | деревня | 48        | Илья-Высоковское сельское поселение |
| 191 | Соколово Большое     | деревня | 0         | Затеихинское сельское поселение     |
| 192 | Соколово Малое       | деревня | 0         | Затеихинское сельское поселение     |
| 193 | Соловьёво            | деревня | 12        | Илья-Высоковское сельское поселение |
| 194 | Солодихино           | деревня | 0         | Сеготское сельское поселение        |
| 195 | Сорвачево            | деревня | 12        | Мортковское сельское поселение      |
| 196 | Столбуниха           | деревня | 7         | Сеготское сельское поселение        |
| 197 | Стрелка              | деревня | 2         | Илья-Высоковское сельское поселение |
| 198 | Стрелка Подлесная    | деревня | 35        | Мортковское сельское поселение      |
| 199 | Струбново            | деревня | 0         | Илья-Высоковское сельское поселение |
| 200 | Сувориха             | деревня | 0         | Сеготское сельское поселение        |
| 201 | Таковая              | деревня | 0         | Мортковское сельское поселение      |
| 202 | Татариха             | деревня | 0         | Мортковское сельское поселение      |
| 203 | Тетериха             | деревня | 0         | Илья-Высоковское сельское поселение |
| 204 | Тишино               | деревня | 5         | Илья-Высоковское сельское поселение |
| 205 | Трошино              | деревня | 0         | Мортковское сельское поселение      |
| 206 | Трухинская           | деревня | 2         | Сеготское сельское поселение        |
| 207 | Умеково              | деревня | 10        | Мортковское сельское поселение      |
| 208 | Усово                | деревня | 0         | Сеготское сельское поселение        |
| 209 | Утюгово              | деревня | 0         | Затеихинское сельское поселение     |
| 210 | Ушибиха              | деревня | 3         | Мортковское сельское поселение      |
| 211 | Федотиха             | деревня | 3         | Сеготское сельское поселение        |
| 212 | Федотово             | деревня | 0         | Илья-Высоковское сельское поселение |
| 213 | Федурино             | деревня | 0         | Сеготское сельское поселение        |
| 214 | Харькино             | деревня | 4         | Мортковское сельское поселение      |
| 215 | Хахалиха             | деревня | 2         | Илья-Высоковское сельское поселение |
| 216 | Хмелеватово          | деревня | 13        | Илья-Высоковское сельское поселение |
| 217 | Хмелеватово          | деревня | 2         | Сеготское сельское поселение        |
| 218 | Чабышево Верхнее     | деревня | 0         | Сеготское сельское поселение        |
| 219 | Чабышево Нижнее      | деревня | 10        | Сеготское сельское поселение        |
| 220 | Чадуево              | деревня | 0         | Илья-Высоковское сельское поселение |
| 221 | Чернополово          | деревня | 0         | Мортковское сельское поселение      |
| 222 | Четвертинино         | деревня | 0         | Затеихинское сельское поселение     |
| 223 | Шепелино             | деревня | 0         | Затеихинское сельское поселение     |
| 224 | Шихириха             | деревня | 4         | Мортковское сельское поселение      |
| 225 | Шишкино              | деревня | 6         | Сеготское сельское поселение        |
| 226 | Шпенево              | деревня | 5         | Сеготское сельское поселение        |
| 227 | Шубино               | деревня | 20        | Илья-Высоковское сельское поселение |
| 228 | Щукино               | деревня | 2         | Илья-Высоковское сельское поселение |
| 229 | Юрьево               | деревня | 0         | Илья-Высоковское сельское поселение |
| 230 | Юшково               | деревня | 2         | Сеготское сельское поселение        |
| 231 | Яблоново             | деревня | ↘22       | Сеготское сельское поселение        |
| 232 | Язвицы               | деревня | 0         | Мортковское сельское поселение      |
| 233 | Якуниха              | деревня | 3         | Затеихинское сельское поселение     |
| 234 | Ямново               | деревня | 1         | Мортковское сельское поселение      |
| 235 | Ячмень               | село    | ↘0        | Илья-Высоковское сельское поселение |

Упразднённые населённые пункты:
- 1997 год — деревни Высоково, Занкино, Озерки, Михалково, Бабарычиха, Красново, Мухино, Охлобучкино, Патрино, Поповка (Кандауровский сельсовет), Шестаки, Мотки, Ивакино, Кошкодариха, Сычугино, Голицыно, Белово, Гнусиха, Молявино, Окатиха, Рогулиха, Тарасиха, Харитониха[27].

## Экономика
Пучежский район по структуре производства относится к аграрно-промышленным районам с преобладанием сельского хозяйства в объёме выпускаемой продукции.
В состав агропромышленного комплекса района входят 7 действующих сельскохозяйственных предприятий, 6 действующих крестьянско-фермерских и более 2000 личных подсобных хозяйств. Основной объём производства приходится на сельскохозяйственные предприятия. Фермерские хозяйства выпускают менее 6% всей продукции.
Молочное скотоводство – ведущая отрасль животноводства, она является основой экономики производящих сельскохозяйственную продукцию хозяйств.
Промышленность Пучежского района представлена следующими отраслями: обрабатывающая (пищевая, лёгкая, художественные промыслы), а также производство и распределение электроэнергии, газа и воды. Действуют также несколько предприятий в сфере переработки древесины, представленные в основном небольшими пилорамами.
Всего на территории района находится 14 промышленных предприятий (включая микропредприятия), которые все относятся к субъектам малого предпринимательства. Наибольшее число малых и микропредприятий промышленности занято в швейной отрасли, производстве пищевых продуктов (включая мини-пекарни) и деревообработке (мини-пилорамы).

## Спорт
В районе функционирует Муниципальное учреждение дополнительного образования «Детско-юношеский центр г.Пучеж», оснащенный тренажерным залом, имеется стадион, на котором в зимнее время работают лыжная база и каток, где можно взять в прокат лыжи и коньки. На стадионе в течение всего года действует многофункциональная площадка, открытая для всех жителей города и района.
В 2020 году в рамках федерального проекта «Спорт-норма жизни», в соответствии с государственной программой Российской Федерации «Развитие физической культуры и спорта» Пучежскому району было передано спортивно-технологическое оборудование для создания малых спортивных площадок ГТО. В мае 2020 года малая спортивная площадка ГТО установлена на стадионе. Теперь она целенаправленно используется для приема нормативов комплекса ГТО.
Для детей и подростков в образовательных учреждениях района работают кружки и объединения по различным видам спорта: мини-футболу, волейболу, баскетболу, лёгкой атлетике, лыжным гонкам, гиревому спорту и хоккею.
В районе регулярно проводятся физкультурно-массовые мероприятия, такие как «Лыжня России», «Кросс нации», соревнования по футболу, волейболу и другим видам спорта.
В 2020 году команда «Пучежские нордики» заняла 7 место во Всероссийских соревнованиях «Человек идущий», а в Ивановской области — 1 место.

## Культура
Сеть учреждений сферы культуры района состоит из централизованной межпоселенческой клубной и библиотечной систем, в составе которых 13 клубных и 17 библиотечных учреждений, краеведческий музей и детская школа искусств.

## Достопримечательности
На южной окраине села Сеготь растёт дуб черешчатый, который вошёл в национальный реестр старовозрастных деревьев России. Высота дуба достигает 18 метров, диаметр ствола – больше метра, а его возраст предположительно больше 470 лет.